# La Femme sans âme
Pour plus de détails, voir Fiche technique et Distribution.
La Femme sans âme (La mujer sin alma) est un film mexicain de Fernando de Fuentes réalisé en 1943 et sorti en 1944. C'est un film dramatique adapté de La Raison sociale d'Alphonse Daudet. Le rôle-titre est tenu par la nouvelle star du cinéma mexicain de l'époque, María Félix.

## Synopsis
Après avoir été conduite par son parrain (Fernando Soler) à son premier bal, la jeune Teresa (María Félix) décide de quitter son milieu de petites gens pour accéder au monde de luxe qu'elle vient de découvrir, quel qu'en soit le prix. Elle se servira pour cela des hommes qui l'entourent, attirés par sa grande beauté.

## Fiche technique
- Titre : La Femme sans âme
- Titre original : La mujer sin alma
- Titre anglais : Woman Without a Soul
- Réalisation : Fernando de Fuentes
- Scénario : Alfonso Lapeña et Fernando de Fuentes, d'après Alphonse Daudet
- Musique : Francisco Domínguez
- Photographie : Víctor Herrera
- Montage : Rafael Ceballos
- Production : Luis Enrique Galindo
- Société de production : Cinematográfica de Guadalajara
- Pays :  Mexique
- Genre : Drame
- Durée : 129 minutes
- Date de sortie : 17 février 1944 (Mexique) — 8 janvier 1945 (États-Unis)

## Distribution
- María Félix : Teresa López
- Fernando Soler : Alfredo Velasco, son parrain
- Andrés Soler : Vicente Ferrer
- Antonio Badú : Enrique Ferrer, son neveu
- Chela Campos : Rosita, l'amie de Teresa
- Carlos Villatoro : Luis
- Virginia Serret : Mercedes, la fiancée d'Enrique
- Mimí Derba : la mère de Teresa
- María Gentil Arcos : la mère de Rosita
- Salvador Quiroz : Don Ramón Ferrer, père de Mercedes